# David McPherson
David McPherson (ur. 28 stycznia 1964 w Paisley) – piłkarz szkocki grający na pozycji środkowego obrońcy.

## Kariera klubowa
Karierę piłkarską McPherson rozpoczął w amatorskim klubie Gartcosh Juveniles. Następnie został zawodnikiem szkółki piłkarskiej Rangers F.C. z Glasgow. W 1982 roku awansował do kadry pierwszej drużyny prowadzonej przez menedżera Johna Greiga. 9 października tamtego roku zadebiutował w Scottish Premier League w zremisowanym 0:0 wyjazdowym meczu z Greenock Morton. Od sezonu 1983/1984 był podstawowym zawodnikiem Rangersów i wtedy też zdobył Puchar Ligi Szkockiej, a w 1985 roku sięgnął po niego po raz drugi. W sezonie 1986/1987 został po raz pierwszy w karierze mistrzem kraju, a w 1987 wywalczył kolejny Puchary Ligi.
Latem 1987 McPherson odszedł z Rangersów, których prowadził wówczas Graeme Souness. Za 400 tysięcy funtów został sprzedany do Heart of Midlothian F.C. z Edynburga. W Hearts podobnie jak w Rangersach był podstawowym zawodnikiem. W 1988 roku został z „Sercami” wicemistrzem Szkocji, a drugą pozycję w Premier League zajął też w 1992 roku.
W letnim oknie transferowym 1992 David wrócił do Rangers. Kosztował 1,35 miliona funtów. Już w sezonie 1992/1993 osiągnął kolejne sukcesy w karierze. Z Rangersami sięgnął po trzy trofea – mistrzostwo, Puchar Szkocji i Puchar Ligi. Z kolei w 1994 roku wywalczył tytuł mistrzowski oraz drugi z pucharów. W sezonie 1994/1995 klub z Glasgow, z McPhersonem w składzie, znów został mistrzem ligi, jednak David jeszcze w październiku 1994 odszedł z klubu, dla którego rozegrał w swojej karierze 276 ligowych meczów (zdobył w nich 22 gole).
W latach 1994–1999 McPherson ponownie występował w Heart of Midlothian. W 1998 roku zdobył z Hearts Puchar Szkocji, pierwszy dla tego klubu od 1956 roku. Dorobek Davida w barwach Hearts to 294 ligowe mecze i 24 gole.
Latem 1999 McPherson wyjechał do Australii by grać w tamtejszym klubie Carlton SC z Melbourne. W 2001 roku wrócił do Szkocji. Przez rok występował w Greenock Morton F.C., w Second Division. W 2002 roku zakończył piłkarską karierę.
| Sezon   | Klub                     | Kraj      | Rozgrywki              | Mecze | Bramki |
| ------- | ------------------------ | --------- | ---------------------- | ----- | ------ |
| 1982/83 | Rangers F.C.             | Szkocja   | Premier League         | 18    | 1      |
| 1983/84 | Rangers F.C.             | Szkocja   | Premier League         | 36    | 2      |
| 1984/85 | Rangers F.C.             | Szkocja   | Premier League         | 31    | 0      |
| 1985/86 | Rangers F.C.             | Szkocja   | Premier League         | 34    | 5      |
| 1986/87 | Rangers F.C.             | Szkocja   | Premier League         | 42    | 7      |
| 1987/88 | Heart of Midlothian F.C. | Szkocja   | Premier League         | 44    | 4      |
| 1988/89 | Heart of Midlothian F.C. | Szkocja   | Premier League         | 32    | 4      |
| 1989/90 | Heart of Midlothian F.C. | Szkocja   | Premier League         | 35    | 4      |
| 1990/91 | Heart of Midlothian F.C. | Szkocja   | Premier League         | 34    | 2      |
| 1991/92 | Heart of Midlothian F.C. | Szkocja   | Premier League         | 44    | 2      |
| 1992/93 | Rangers F.C.             | Szkocja   | Premier League         | 34    | 2      |
| 1993/94 | Rangers F.C.             | Szkocja   | Premier League         | 28    | 1      |
| 1994/95 | Rangers F.C.             | Szkocja   | Premier League         | 9     | 0      |
| 1994/95 | Heart of Midlothian F.C. | Szkocja   | Premier League         | 23    | 2      |
| 1995/96 | Heart of Midlothian F.C. | Szkocja   | Premier League         | 26    | 1      |
| 1996/97 | Heart of Midlothian F.C. | Szkocja   | Premier League         | 26    | 1      |
| 1997/98 | Heart of Midlothian F.C. | Szkocja   | Premier League         | 13    | 3      |
| 1998/99 | Heart of Midlothian F.C. | Szkocja   | Premier League         | 18    | 0      |
| 1999/00 | Carlton SC               | Australia | National Soccer League | 34    | 7      |
| 2000/01 | Carlton SC               | Australia | National Soccer League | 8     | 0      |
| 2001/02 | Greenock Morton F.C.     | Szkocja   | Second Division        | 16    | 4      |

## Kariera reprezentacyjna
W reprezentacji Szkocji McPherson zadebiutował 26 kwietnia 1989 roku w wygranym 2:1 meczu eliminacji do Mistrzostw Świata we Włoszech z Cyprem. Rok później został powołany do kadry na mundial w Italii. Wystąpił na nim w trzech spotkaniach: przegranym 0:1 z Kostaryką, wygranym 2:1 ze Szwecją oraz przegranym 0:1 z Brazylią. Z kolei w 1992 roku selekcjoner Andy Roxburgh uwzględnił go w kadrze na Euro 92. Jego dorobek na tym turnieju to trzy mecze: z Holandią (0:1), z Niemcami (0:2) i ze Wspólnotą Niepodległych Państw (3:0). Ogółem do 1993 roku w kadrze Szkocji wystąpił 27 razy.